# Theófrastos Sakel·laridis
Theófrastos Sakel·laridis (grec: Θεόφραστος Σακελλαρίδης)  (Atenes, 7 de setembre de 1883 - Atenes, 2 de gener de 1950) fou un compositor i director d'orquestra grec, i un dels creadors de l'opereta grega.

## Biografia
Sakel·laridis va néixer a Atenes. La seva mare provenia d'Hidra i el seu pare de Litochoro. Va prendre els seus primers cursos de música amb seu pare, Ioannis Sakel·laridis . Va estudiar a Atenes, Alemanya i Itàlia.
El 1903, Sakel·laridis va fer concerts amb composicions pròpies a l'Acadèmia Musical de Múnic, així com a Itàlia i Egipte. Va escriure prop de 80 operetes, moltes d'elles en el seu propi llibret, cinc òperes, diverses cançons i música per a revistes. Fou professor en l'Institut Britànic d'Atenes, on entre els seus alumnes de música sacra grega tingué en Tillyard. Sakel·laridis va morir a Atenes el 2 de gener de 1950.

## Composicions (selecció)

### Opera
- Hymenaios (1903)
- El pirata (1907)
- Perouzé (Περουζέ) (1911)
- The Godson (grec Ο Βαφτιστικός, O Vaftistikos)
- El pont fantasma (To stoicheiomeno gefyri, Το στοιχειωμένο γεφύρι) (1930)

#### Opereta
- "Picnic" (Πικ-Νικ) (1915)
- "Sleepwalker" (Υπνοβάτης) (1917)
- "Ο Vaftistikos" (Ο Βαφτιστικός, Godhe Godson o The Baptismal) (1918), probablement la més famosa opereta grega.
- "L'Arlequí" (Ο λρλεκίνος) (1919)
- "Thelo na do ton papa" (Θέλω να ιδώ τον Πάπα, vull veure el papa) (1920)
- "Sweet Nana" (Γλυκειά Νανά) (1921)
- "La filla de la tempesta" (Η κόρη της καταιγίδος) (1923)
- "Rozita" (Ροζίτα) (1925)
- "Halima" (Χαλιμά) (1926)
- "Enas kleftis ston paradeiso" (Ένας κλέφτης στον παράδεισο, Un lladre al paradís) (1926)
- "Hero i Leandros" (Ηρώ και Λέανδρος) (1927)
- "Christina" (Χριστίνα) (1928)
- "Beba" (Μπέμπα) (1928)
- "Sataneri" (Σατανερί) (1930)
- "Modern Girls" (Μοντέρνα Κορίτσια) (1935)
- "Stachtopouta" (Σταχτοπούτα) (1938)
- "El tipògraf" (Η Δακτυλογράφος) (1939)